# کرمن (کاشاتاق)
خمارلی یا خمارلو (به ترکی آذربایجانی: Xumarlı) یک منطقهٔ مسکونی در جمهوری آذربایجان است که در شهرستان زنگلان واقع شده‌است.
این روستا پیشتر کرمن (به ارمنی: Կրմեն) یک منطقهٔ مسکونی پیشین در جمهوری آرتساخ بود که در استان کاشاتاق واقع شده‌ بود.